# Das Gewissen des Andern
Das Gewissen des Andern è un film muto del 1917 diretto da Emmerich Hanus.

## Produzione
Il film fu prodotto dall'Astra-Film (Berlin).

## Distribuzione
Uscì nelle sale cinematografiche tedesche con il visto di censura ottenuto in data maggio 1917.